# اهلیا
در اساطیر هندو و هندوئیسم، اهلیا (سانسکریت: अहल्या، آوانگاری: Ahalyā)، همچنین به عنوان Ahalyā شناخته شده‌است. او همسر حکیم گوتم مهارشی است. بسیاری از متون مقدس هندوها می‌گویند که او توسط ایندرا (پادشاه خدایان) گمراه شده‌است، شوهرش او را برای خیانت، لعنت کرد و از راما (یک اوتار از ویشنو) طلب مغفرت کرد. 

## نوشتارهای معاصر
در زبان‌های هندی از شخصیت اهلیا در داستان‌های کوتاه و شعرهای بسیاری یاد شده است.